# Operație de schimbare de sex

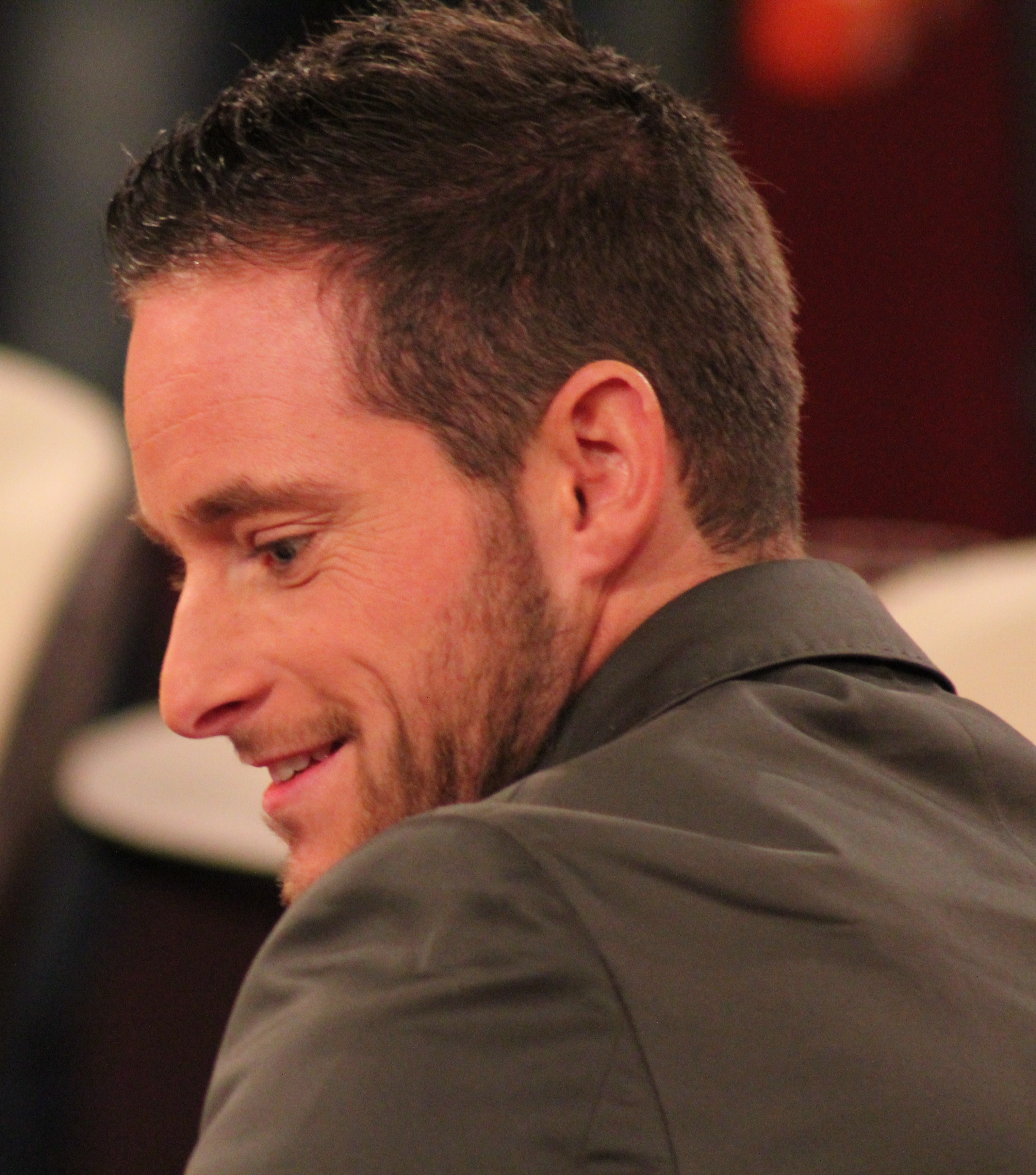
Balian Buschbaum, în trecut Yvonne Buschbaum, participant din partea Germaniei la Jocurile Olimpice de vară din Sydney. În 2007, Balian a urmat operația de schimbare a sexului din feminin în masculin.

Operația de schimbare de sex este procedura chirurgicală prin care aspectul fizic și funcțiile caracteristicilor sexuale existente ale unei persoane transgen sunt modificate pentru a semăna cu sexul identificat. În general, pacienții solicită acest tip de operație la sfârșitul adolescenței și începutul maturității, însă trebuie menționat că nu există o limită superioară de vârstă pentru schimbarea de sex. Deși poate fi încadrată în categoria operațiilor plastice, operația de modificare a sexului este, de fapt, o intervenție complexă, cu implicații fiziologice, estetice, psihologice, sociale și chiar juridice.

## Operația de schimbare a sexului masculin-feminin
Operația de transformare din bărbat în femeie presupune îndepărtarea penisului și a testiculelor și construirea, din țesutul provenit de la acestea, a vaginului, vulvei și a labiilor. În unele cazuri, pentru ca aspectul să fie cât mai fidel, este nevoie și de prelevarea unor grefe suplimentare de piele din corpul persoanei.
Ajustările făcute nu privesc doar construirea la nivel estetic a organului sexual feminin; este dorit și aspectul funcțional. Astfel, partea din penis responsabilă cu vascularizarea și erecția este îndepărtată, pentru a preveni eventuale umflături ale vulvei și labiilor, în viitor.
Prostata se atrofiază din cauza tratamentului hormonal, însă nu este extirpată, pentru că aceasta va contribui la obținerea plăcerii sexuale. Uretra, care la bărbați traversează penisul, este scurtată și repoziționată, pentru a îndeplini funcția de urinare în modul obișnuit feminin.
Clitorisul poate fi construit folosind material tegumentar care conține terminații nervoase, provenit din vârful penisului, pentru a putea obține plăcerea sexuală.

## Intervenții adiționale
Cel mai des după operațiile de schimbare a sexului din masculin în feminin, pacienții optează și pentru implanturi mamare, pentru a fi dobândit un aspect cât mai veridic. Opțiunile sunt aceleași ca și în cazul femeilor: implanturi cu silicon sau cu soluție salină, cu o formă rotundă sau în formă de lacrimă.
Este posibil ca tratamentul hormonal să nu fie suficient în controlul pilozității corporale, în cazul în care are loc trecerea de la sexul masculin la cel feminin. Pentru a îndepărta părul de pe față, care crește foarte repede și are o textură viguroasă, îngreunând viața socială a bărbatului care a devenit femeie, pot fi necesare intervențiile de epilare definitivă, folosind electroliza sau tehnologia cu laser.
Tratamentul hormonal acționează și în sensul subțierii vocii masculine, însă efectul poate să fie nesatisfăcător, caz în care se recomandă efectuarea unei intervenții la nivelul laringelui. Problema unei voci prea groase, care nu poate fi acceptată social ca una feminină, poate fi îmbunătățită și prin terapie și exerciții prin care să fie dobândit exercițiul de a „folosi” o voce mai subțire, feminină.
Alte operații la care mai apelează cei care vor să devină femei sunt rinoplastia, prin care se reconstruiește nasul în sensul obținerii unei forme mai feminine și corectarea „mărului lui Adam”, specific bărbaților. Această din urmă intervenție menționată presupune îndepărtarea unei părți din cartilajul tiroidei, pentru a nu mai ieși în relief.
Pacientul transformat în femeie poate opta și pentru alte „îmbunătățiri” pe care le permite chirurgia estetică, printre care injectarea buzelor, pentru obținerea unora mai pline, implantul de păr, corecția pomeților, a maxilarului și chiar a umerilor (ultima fiind considerată riscantă și nerecomandată).
Pe de cealaltă parte, femeile care suferă o schimbare de sex în bărbați, recurg adesea la liposucții, pentru a îndepărta grăsimea depusă în zonele specific feminine: șolduri, fese, coapse. 

## Riscuri și complicații
Riscurile și complicațiile apărute după o intervenție chirurgicală de schimbare de sex sunt aceleași ca în cazul tuturor operațiilor care presupun o anestezie urmată de o intervenție chirurgicală. În mod special, în cazul operațiilor pentru transformarea sexului masculin în sex feminin apare riscul de stenoză vaginală. Ocazional, din motive anatomice (un bazin îngust, de exemplu), vaginul poate fi îngust și scurt. Labiile ar putea necesita intervenții secundare în scopuri estetice. Unii pacienți pot manifesta stenoză a uretrei. În cazul operațiilor de schimbare de sex feminin în sex masculin ar putea exista complicații la nivelul fistulei urinare sau de necrozare a zonei testiculare. Totodată, există riscul ca pacientul să nu fie mulțumit de aspectul estetic.
Operația de schimbare de sex nu se efectuează, în general, copiilor sub vârsta de 18 ani, deși, în cazuri rare, poate fi efectuată adolescenților dacă furnizorii de servicii medicale sunt de acord că există un beneficiu pentru a face acest lucru. Tratamentele pentru copii includ blocaje ale pubertății, care prezintă deseori riscuri de sănătate pe termen lung, și hormoni sexuali, care reduc necesitatea unei viitoare intervenții chirurgicale. Protocoalele medicale necesită, de obicei, consiliere pe termen lung pentru a verifica dacă disforia de gen este persistentă și autentică înainte de orice intervenție. În ceea ce privește consimțământul unui părinte sau tutore sau ordin judecătoresc, este obligatoriu din punct de vedere juridic în majoritatea jurisdicțiilor.  
Unele persoane ce suferă de disforie de gen prezintă afecțiuni de sănătate, inclusiv diabet, astm și HIV, care pot duce la complicații în ceea ce privește viitoarea terapie. Procedurile tipice SRS implică regimuri complexe de medicamente, inclusiv terapia cu hormoni, pe tot parcursul tranziției și după operație. De obicei, tratamentul unui pacient implică o echipă de asistență medicală, inclusiv endocrinologi, pe care chirurgul îl poate consulta atunci când determină dacă pacientul este apt pentru intervenția chirurgicală. Serviciile de sănătate, inclusiv farmaciile, pot menține anumite regimuri sigure și rentabile, oferind astfel educație pacientului, și abordarea altor probleme de sănătate, inclusiv renunțarea la fumat și pierderea în greutate.    